# Política de Campo Grande (Mato Grosso do Sul)
A política de Campo Grande tem sua representação dividida entre os poderes Executivo e Legislativo. A Lei Orgânica do Município rege a organização político-administrativa do município. Enquanto unidade com autonomia administrativa, observando a Constituição do Estado de Mato Grosso do Sul e a Constituição brasileira de 1988, elaborar e executar atividades que norteiem o dia-a-dia da cidade, como o orçamento e o Plano Diretor.

## Administração Direta
O Poder Executivo é representado pela prefeita Adriane Lopes (PP), pela vice-prefeita Camilla Nascimento (Avante) e pelas 18 secretarias municipais, além de 3 Subsecretarias.

### Secretarias
| Secretarias                                                                                               | Titulares                        | Ref.   |
| --- | -------------------------------- | ------ |
| Procuradoria Geral do Município de Campo Grande                                                           | Cecília Saad Cruz                | [ 1 ]  |
| Controladoria Geral do Município de Campo Grande                                                          | Elton Dione de Souza             | [ 2 ]  |
| Secretaria Municipal Especial da Casa Civil                                                               | Thelma Mendes                    | [ 3 ]  |
| Secretário Municipal Especial de Articulação Regional                                                     | Darci Caldo                      | [ 4 ]  |
| Secretaria Municipal Especial de Licitações e Contratos                                                   | André de Moura Brandão           | [ 5 ]  |
| Secretaria Municipal Especial de Segurança e Defesa Social                                                | Gcm. Anderson Gonzaga            | [ 6 ]  |
| Secretaria Especial de Planejamento e Parceria Estratégicas                                               | Catiana Sabadin                  | [ 7 ]  |
| Secretaria Municipal de Finanças e Planejamento                                                           | Márcia Helena Hokama             | [ 8 ]  |
| Secretaria Municipal de Governo e Relações Institucionais                                                 | Youssif Domingos                 | [ 9 ]  |
| Secretaria Municipal de Meio Ambiente, Gestão Urbana e Desenvolvimento Econômico, Turístico e Sustentável | Ademar Silva Júnior              | [ 10 ] |
| Secretaria Municipal de Saúde                                                                             | Dra. Rosana Leite de Melo        | [ 11 ] |
| Secretaria Municipal de Assistência Social e Cidadania                                                    | Camilla Nascimento (Avante)      | [ 12 ] |
| Secretaria Municipal de Administração e Inovação                                                          | Andréa Alves Ferreira            | [ 13 ] |
| Secretaria Municipal de Educação                                                                          | Lucas Henrique Bitencourt        | [ 14 ] |
| Secretaria Municipal de Infraestrutura e Serviços Públicos                                                | Marcelo Miglioli                 | [ 15 ] |
| Secretaria Executiva da Cultura                                                                           | Valdir Gomes (PP)                | [ 16 ] |
| Secretaria Executiva da Juventude                                                                         | Paulo César Lands Filho (Avante) | [ 17 ] |
| Secretaria Executiva da Mulher                                                                            | Maria Angélica Fontanari         | [ 18 ] |

### Subsecretarias
| Subsecretarias                                   | Secretaria Subordinada                                    | Subsecretário (a)           | Ref.   |
| ------------------------------------------------ | --------------------------------------------------------- | --------------------------- | ------ |
| Subsecretaria de Proteção e Defesa do Consumidor | Gabinete da Prefeita                                      | José Ferreira da Costa Neto | [ 19 ] |
| Subsecretaria do Bem-Estar Animal                |                                                           |                             |        |
| Subsecretaria de Defesa dos Direitos Humanos     | Secretaria Municipal de Governo e Relações Institucionais | Priscilla Carla dos Santos  | [ 20 ] |

### Conselhos Municipais
A administração direta do município conta com 5 conselhos municipais, que funcionam como um órgão colegiado de caráter consultivo, destinado a estabelecer as diretrizes da política local.
| Conselho                                                 | Presidentes                        | Ref.   |
| -------------------------------------------------------- | ---------------------------------- | ------ |
| Conselho Municipal Antidrogas                            | Lucas Henrique Bitencourt de Souza | [ 21 ] |
| Conselho Municipal dos Direitos da Pessoa Idosa          | Silmara Silva                      | [ 22 ] |
| Conselho Municipal de Educação                           | Elisângela Melo da Silva           | [ 23 ] |
| Conselho Municipal dos Direitos da Criança e Adolescente | Alessandra Rossi                   | [ 24 ] |
| Conselho Municipal de Saúde                              | Jader Vasconcelos                  | [ 25 ] |

## Administração Indireta
A Prefeitura conta com o auxílio de entidades da administração pública indireta vinculadas a diferentes secretarias, dependendo de sua área de atuação, podendo ser destacado o Instituto Municipal de Previdência de Campo Grande (IMPCG), responsável pela administração previdenciária dos servidores efetivos do município
Pertencem também à Prefeitura uma série de empresas responsáveis por aspectos diversos dos serviços públicos e da economia de Campo Grande. São elas:

### Agência Municipal de Habitação e Assuntos Fundiários (EMHA)
Compete à Agência Municipal de Habitação e Assuntos Fundiários;
I – a formulação da política habitacional do município e a definição de diretrizes para o desenvolvimento de projetos de habitações urbanas inclusivas e o estímulo à participação da população campo-grandense, e a implementação de atividades para incentivo à implantação de empreendimentos habitacionais;
II – promover estudos e pesquisas para identificação de meios para melhoria generalizada das condições de habitabilidade nas favelas e nos loteamentos irregulares, o ordenamento da contenção dos assentamentos precários e o incentivo à produção de moradias populares;
III – a inclusão social e a regularização fundiária, respeitando o meio ambiente, como garantia de desenvolvimento de programas de construção de unidades habitacionais populares para facilitar a aquisição da casa própria;
IV – o planejamento e a execução de projetos habitacionais de interesse social que contemplem, prioritariamente, a melhoria da qualidade de vida da população de menor renda e a sua integração com os investimentos em saneamento e demais serviços urbanos;
V – o fomento e a intermediação da concessão de financiamentos para aquisição, construção, ampliação e reforma de moradias e a aplicação de recursos no apoio à construção de unidades habitacionais de interesse social, para redução do déficit habitacional no Município;
VI – a coordenação, o controle e a execução de programas de regularização fundiária, de desvelamento e de assentamento de interesse social e a elaboração e execução de projetos de loteamentos sociais urbanizados;
VII – o acompanhamento, o controle e a gestão das áreas públicas municipais destinadas à habitação, visando o desenvolvimento de programas de interesse social, priorizando a preservação do meio ambiente, e a convivência harmoniosa nas áreas utilizadas para construção de unidades habitacionais;
VIII – a aquisição, a legalização e a urbanização de área destinada a empreendimento habitacional de interesse social e a comercialização, o financiamento e o refinanciamento de unidades habitacionais e lotes para a população de baixa renda;
IX – o estabelecimento de mecanismos para o assentamento de favelas e a identificação das áreas urbanas ocupadas por munícipes em condição de vulnerabilidade social, de acordo com a tipificação e a natureza da ocupação;
X – a promoção de estudos visando a identificação de soluções para os problemas habitacionais e a proposição de medidas para a formulação da Política Habitacional para o Município, mediante a elaboração de programas e projetos para concretizá-la, em articulação com a Secretaria Municipal de Infraestrutura e Serviços Públicos..

### Agência Municipal de Meio Ambiente e Planejamento Urbano (PLANURB)
A Agência Municipal de Meio Ambiente e Planejamento Urbano é responsável pela execução da política municipal de habitação de interesse social, pelo plano local de desenvolvimento da área central bem como a revitalização do centro de Campo Grande, por obras urbanísticas e pela manutenção dos espaços públicos urbanos.

### Agência Municipal de Regulação de Serviços Públicos (AGEREG)
A Agência Municipal de Regulação de Serviços Públicos compete por lei;
I – a promoção e a garantia do cumprimento das exigências de regularidade, eficiência, segurança, atualidade, generalidade e cortesia na prestação dos serviços públicos concedidos, permitidos e autorizados, submetidos a sua regulação, controle e fiscalização;
II – a proteção dos usuários relativamente aos preços, à continuidade e à qualidade da prestação dos serviços públicos concedidos e contra o abuso do poder econômico que vise a eliminação da livre concorrência;
III – a diligência permanente, em atendimento ao interesse público, de obediência das normas legais, regulamentares e contratuais e de respeito aos direitos dos usuários, no sentido de impedir práticas abusivas que afetem os serviços públicos regulados;
IV – a fixação de critérios, indicadores, padrões e procedimentos de qualidade dos serviços públicos concedidos, a fiscalização e o acompanhamento do cumprimento das tarifas cobradas pelas concessionárias, permissionárias ou empresas autorizadas;
V – o estudo, a formulação e a aplicação de metodologias que proporcionem a modicidade de tarifas nos serviços públicos concedidos, de titularidade ou de delegação por instrumento legal ao Município, garantido o equilíbrio econômico e financeiro para o prestador de serviço, bem como a pesquisa de subsídios para tratamento tarifário dos setores regulados;
VI – a promoção e a negociação de soluções de conflitos de interesse, no limite de suas atribuições, relativos aos serviços objetos da sua área de competência, bem como a recepção, apuração e encaminhamento de soluções relativas às reclamações de consumidores ou usuários dos serviços públicos concedidos, em especial de caráter geral ou coletivo;
VII – a fixação das tarifas e outras formas de contraprestação dos serviços concedidos, permitidos ou autorizados, observadas as diretrizes tarifárias definidas em regulamentação do Município, e dos reajustes e revisões, tendo por objetivo assegurar tanto o equilíbrio econômico-financeiro da prestação como à modicidade tarifária;
VIII – a elaboração e aprovação dos editais de licitação e dos termos próprios para execução de serviços públicos delegados, mediante concessão, permissão ou autorização dos setores sob sua regulação;
IX – a assinatura de contratos de gestão com outros organismos da Administração Municipal, contendo, necessariamente, prazo de duração, controles e critérios de avaliação de desempenho, direitos, obrigações e responsabilidades, bem como as formas de avaliação externa e interna da qualidade e da produtividade dos serviços prestados;
X – a fiscalização, por meio de indicadores de desempenho dos serviços e procedimentos amostrais, dos aspectos técnico, econômico, contábil, financeiro, operacional e jurídico dos contratos de concessão e dos termos de permissão ou autorização dos serviços públicos objetos de regulação;
XI – a assinatura de acordos judiciais referentes aos processos relativos ao descumprimento das normas de regulação dos serviços públicos delegados e a aplicação de sanções decorrentes da inobservância da legislação vigente ou do descumprimento dos contratos de concessão ou permissão ou de atos de autorização;
XII – a organização e a manutenção de mecanismo que assegure à sociedade amplo acesso às informações sobre a prestação dos serviços públicos regulados sob jurisdição do Município, assim como a publicidade das informações quanto à situação dos serviços e dos critérios que determinam a fixação e revisão de tarifas..

### Agência Municipal de Tecnologia da Informação e Inovação (AGETEC)
As competências da Agetec estão descritas estas por lei como;
I – o planejamento, e a coordenação das atividades voltadas para o levantamento e a racionalização dos processos de trabalho que envolvam tecnologia da informação computacional e telecomunicações nos órgãos e entidades do Poder Executivo, visando a eficiência e a otimização dos recursos utilizados;
II – o projeto, o desenvolvimento, a coordenação e a implantação, em caráter exclusivo, dos serviços da área de tecnologia da informação computacional e telecomunicações, para atendimento dos órgãos e entidades municipais;
III – a execução, em caráter exclusivo, dos serviços de processamento de dados e tratamento de informações para atendimento dos órgãos e entidades do Poder Executivo, organizando e mantendo disponíveis os dados, as informações e os cadastros eletrônicos municipais;
IV – a organização, e a manutenção do banco de dados de interesse das diversas áreas do Poder Executivo, centralizadamente, incluindo os dados e as informações tratados em sistemas informatizados, zelando pela segurança, disponibilidade e acessibilidade, mediante definição das normas de acesso, uso e governança;
V – a realização de estudos e a formulação da política de aquisição e uso de equipamentos e de rede pelos órgãos e entidades do Poder Executivo, aprovando projetos, definindo a especificação e as normas técnicas pertinentes, bem como o acompanhamento, a implementação e a gestão do parque tecnológico computacional municipal;
VI – a formulação da política para o Poder Executivo de aquisição de bens e serviços da área de tecnologia da informação computacional e telecomunicações, para assegurar, de forma plena, o atendimento das necessidades dos órgãos e entidades municipais, acompanhando e gerenciando os bens e serviços adquiridos, certificando seu atendimento às especificações e normas técnicas pertinentes, até a entrega definitiva do bem ou serviço;
VII – a execução, em caráter de exclusividade, diretamente ou através de terceiros, dos serviços de manutenção de sistemas, redes de dados e de telecomunicações e equipamentos de informática;
VIII – o apoio aos órgãos e entidades do Poder Executivo no desenvolvimento dos programas de capacitação profissional em tecnologia computacional e telecomunicação, definindo conteúdos programáticos e metodológicos, visando sua adequação às demandas identificadas e pesquisadas e a permanente atualização tecnológica dos profissionais da autarquia e demais servidores municipais;
IX – a formulação, a implantação e a manutenção do modelo para uniformização da instituição, extinção e alteração de unidades organizacionais dos órgãos e das entidades com atribuições para desenvolver e executar atividades e projetos afetos à área tecnologia da informação computacional e telecomunicações;
X – o apoio institucional aos eventos que promovam a inovação tecnológica computacional, no âmbito e no interesse do Município;
XI – a análise e aprovação dos projetos referentes à implantação ou readequação dos espaços destinados à instalação de unidades administrativas, contemplando obrigatoriamente a previsão de infraestrutura de dados.

### Agência Municipal de Transporte e Trânsito (AGETRAN)
A autarquia é responsável pela fiscalização do trânsito, aplicação de multas (em cooperação com o Detran) e manutenção do sistema viário da cidade.

### Fundação Municipal do Esporte (FUNESP)
A Funesp é responsável pela implementação de políticas públicas voltadas ao esporte na cidade de Campo Grande, bem como o incentivo e valorização dos profissionais e entidades voltadas ao fomento da prática esportiva.

### Fundação Social do Trabalho de Campo Grande (FUNSAT)
Compete a Fundação Social do Trabalho a;
I – a formulação das diretrizes e metas da Política Municipal do Trabalho e a proposição de ações com vistas à identificação dos problemas de trabalho e renda no âmbito do Município de Campo Grande;
II – a realização de pesquisas de dados e informações estatísticas para a identificação de oportunidades de empregos e verificação e avaliação dos níveis de desemprego para formulação de programas e projetos de desenvolvimento social;
III – a promoção e a implantação de unidade para oferta de empregos, em articulação com o setor privado, para a promoção permanente da colocação de trabalhadores e a recolocação dos desempregados;
IV – a implantação de projetos de modernização de procedimentos dos setores de atendimento dos trabalhadores, estimulando melhor desempenho das funções e elevação do padrão de atendimentos;
V – o estabelecimento de convênios, protocolos de cooperação e termos similares com outras entidades públicas ou privadas, visando angariar apoio e recursos às suas atividades para desenvolvimento de ações integradas de inovação e difusão tecnológicas, em relação ao emprego, trabalho e renda;
VI – a manutenção de intercâmbio de informações técnico científicas com instituições públicas e/ou privadas, nacionais e estrangeiras para realização de estudos, campanhas e outros eventos, bem como cursos de capacitação e aperfeiçoamento, objetivando a profissionalização do trabalhador;
VII – a operacionalização e a execução de ações do Plano de Qualificação Profissional para intermediação e geração de emprego e renda, em parceria com órgãos estadual e federal de gestão de atividades do trabalho;
VIII – o fomento à realização de repasse de recursos de terceiros, a fundo perdido ou na modalidade de empréstimo, para promoção das atividades produtivas geradoras de emprego e renda;
IX – o cumprimento das diretrizes e das normas estabelecidas pelo Ministério do Trabalho e Emprego visando assegurar a unidade e os princípios emanados do Sistema Nacional de Emprego.

### Titulares da Administração Indireta
| Órgão                                                    | Cargo Máximo           | Titulares                      | Ref.   |
| -------------------------------------------------------- | ---------------------- | ------------------------------ | ------ |
| Agência Municipal de Regulação dos Serviços Públicos     | Diretor (a)-Presidente | José Mário Antunes             | [ 33 ] |
| Agência Municipal de Meio Ambiente e Planejamento Urbano | Diretor (a)-Presidente | Berenice Maria Jacob Domingues | [ 34 ] |
| Agência Municipal de Tecnologia da Informação e Inovação | Diretor (a)-Presidente | Leandro Basmage                | [ 35 ] |
| Agência Municipal de Transporte e Trânsito               | Diretor (a)-Presidente | Paulo da Silva                 | [ 36 ] |
| Agência Municipal de Habitação e Assuntos Fundiários     | Diretor (a)-Presidente | Claudio Marques                | [ 37 ] |
| Fundação Municipal de Esportes                           | Diretor (a)-Presidente | Sandro Trindade Benites        | [ 38 ] |
| Fundação Social do Trabalho de Campo Grande              | Diretor (a)-Presidente | João Henrique Bezerra          | [ 39 ] |
| Instituto Municipal de Previdência de Campo Grande       | Diretor (a)-Presidente | Marcos Cesar Malaquias Tabosa  | [ 40 ] |

## Trajetória política
Com uma população municipal maior que estados como Acre, Amapá e Roraima, não é espantoso que as eleições campo-grandenses sejam bastante concorridas e visadas para novatos na política. Depois de duas décadas de hegemonia do PMDB (com um prefeito eleito pelo PTB nesse período), a cidade superou uma crise política após a quebra do domínio peemedebista.

### Renúncia de Marquinhos Trad (2022)
No dia 4 de abril de 2022, o então prefeito Marquinhos Trad (PSD), eleito em 2020, renunciou ao cargo de titular para disputar o Governo do Mato Grosso do Sul nas eleições do referido ano. Com a descompatibilização do mesmo, a então vice-prefeita Adriane Lopes (PATRI) tomou posse como titular do cargo, conseguindo ser reeleita na eleição municipal de 2024, já filiada ao Progressistas.

#### Eleição de Trad para vereador (2024)
Na mesma eleição em que a atual prefeita fora reeleita, o ex-prefeito Marquinhos Trad se elegeu para seu segundo mandato como vereador de Campo Grande, pelo Partido Democrático Trabalhista, uma vez que o mesmo foi derrotado por Eduardo Riedel (PSDB) em 2022. O mesmo já havia sido eleito vereador em 2004, tendo renunciado ao cargo em 2007 quando fora eleito Deputado Estadual, a época, pelo PMDB.